# Opowieść o tym, jak Batu-Chan zburzył miasto Riazań

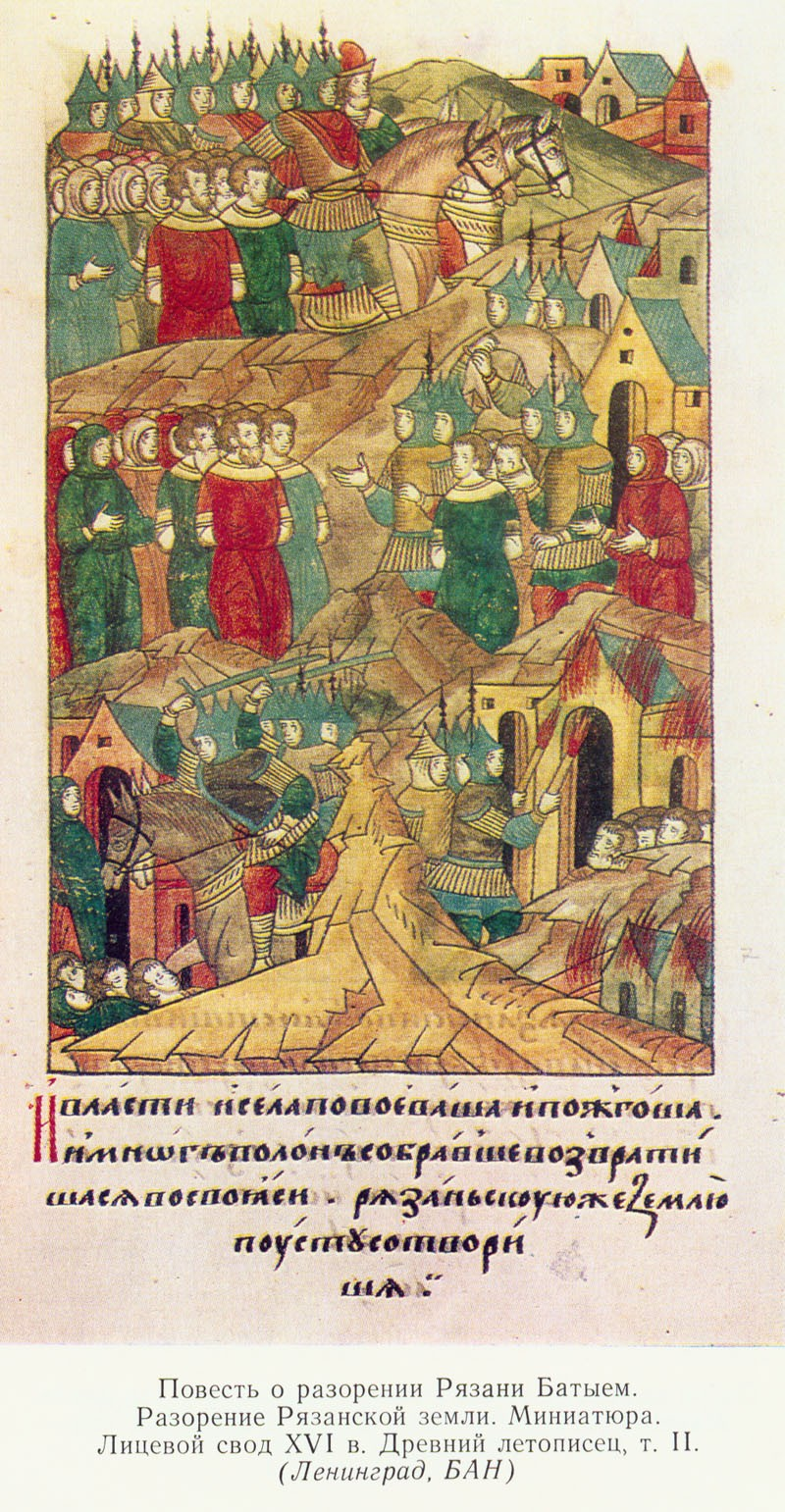
Ilustracja z XVI w.

Opowieść o tym, jak Batu-Chan zburzył miasto Riazań – zabytek piśmiennictwa staroruskiego, jedyny zachowany do naszych czasów tekst powstały w Księstwie Riazańskim. Jest to jeden z najbardziej wartościowych przykładów tzw. "opowieści o Tatarach" - utworów związanych tematycznie z najazdem mongolskim na Ruś. Dają się w nim wyodrębnić następujące po sobie chronologicznie części: zapowiedzi napaści na Riazań i nieudane zabiegi na rzecz zatrzymania Tatarów, bitwę, oblężenie miasta i jego zdobycie, rzeź mieszkańców, żałobę ocalałych, ostatni heroiczny atak oddziału Jewpatija Kołowrata, wreszcie wiadomość o odbudowie Riazania przez późniejszych, światłych władców. 
Znana nam obecnie Opowieść... jest częścią kompilacji tekstów o różnej tematyce i różnej wartości artystycznej, jakie łączy temat losów ikony św. Mikołaja, przechowywanej w Zarajsku, a następnie przeniesionej do Riazania. Tekst musiał cieszyć się dużą popularnością, gdyż zachował się w wielu odpisach, z których najnowsze datują się jeszcze na XIX w., reprezentujących 13 odmiennych redakcji. Czas jej powstania pozostaje kwestią sporną; utwór mógł powstać zarówno w wieku XIII, jak i później, jeszcze w II poł. XIV stulecia. Cechy formalne dzieła - połączenie podniosłego stylu opowieści wojennych z poetyką opowieści ustnej, ludowej - wskazują na jego powstanie w wersji spisanej poprzez wykorzystanie innych dzieł. Zdaniem Ryszarda Łużnego Opowieść... może być spisanym wariantem legendy znanej na Riazańszczyźnie poprzez przekaz ustny. W opinii Tadeusza Kołakowskiego dzieło mogło natomiast powstać z połączenia znanych autorowi opowieści ludowych i elementów kronik riazańskich, z których mógł zaczerpnąć szczegóły historyczne i biograficzne. 
Opowieść... jest relacją z mongolskiej napaści na Riazań i, zakończonej klęską, obrony miasta. Ryszard Łużny uważa ją za jeden z najlepszych tekstów tego gatunku powstałych na Rusi. Opowieść... łączy elementy wiernego sprawozdania z wydarzeń w Riazaniu z tworzeniem epickiej legendy o bohaterach tego miasta, szczegółowo przekazuje kolejne epizody walk gloryfikując równocześnie ich ruskich uczestników. Chociaż narrator tekstu podaje pewne szczegóły biograficzne z życia postaci (książę riazański Fiodor Jurijewicz, Jewpatij Kołowrat) księcia riazańskiego, ulegają one zatarciu wobec skupieniu uwagi na podkreśleniu jego odwagi i pochwale heroicznej śmierci. W toku narracji swobodnie łączą się motywy ludowe, fantastyczne, oraz epizody, których naocznym świadkiem był prawdopodobnie opowiadający. Szczególną cechą utworu jest wprowadzenie i liryczne ukazanie postaci kobiecych - wiernych małżonek rycerzy, w tym księżnej riazańskiej Eupraksji ginącej samobójczą śmiercią razem z dzieckiem po otrzymaniu wiadomości, iż jej mąż został zamordowany przez Tatarów.  
Tekst posiada silne przesłanie polityczne: głosi pochwałę władzy książąt, zdolnych do odbudowy zniszczonego księstwa, jak również emanuje patriotyzmem lokalnym, miłością do rodzinnej ziemi riazańskiej. 